# Driessenia hepaticoides
Driessenia hepaticoides är en tvåhjärtbladig växtart som beskrevs av Carlo Hansen. Driessenia hepaticoides ingår i släktet Driessenia och familjen Melastomataceae. Inga underarter finns listade i Catalogue of Life.